# Bartonium
| ❮ | System          | Serie    | Stufe      | ≈ Alter (mya) |
| ❮ | später          | später   | später     | jünger        |
| - | --------------- | -------- | ---------- | ------------- |
| ❮ | P a l ä o g e n | Oligozän | Chattium   | 23,03 ⬍ 28,1  |
| ❮ | P a l ä o g e n | Oligozän | Rupelium   | 28,1 ⬍ 33,9   |
| ❮ | P a l ä o g e n | Eozän    | Priabonium | 33,9 ⬍ 38     |
| ❮ | P a l ä o g e n | Eozän    | Bartonium  | 38 ⬍ 41,3     |
| ❮ | P a l ä o g e n | Eozän    | Lutetium   | 41,3 ⬍ 47,8   |
| ❮ | P a l ä o g e n | Eozän    | Ypresium   | 47,8 ⬍ 56     |
| ❮ | P a l ä o g e n | Paläozän | Thanetium  | 56 ⬍ 59,2     |
| ❮ | P a l ä o g e n | Paläozän | Seelandium | 59,2 ⬍ 61,6   |
| ❮ | P a l ä o g e n | Paläozän | Danium     | 61,6 ⬍ 66     |
| ❮ | früher          | früher   | früher     | älter         |

Das Bartonium (im deutschen Sprachgebrauch meist verkürzt zu Barton) ist in der Erdgeschichte die dritte chronostratigraphische Stufe des Eozäns (Oberes Mitteleozän, Paläogen). Das Absolutalter der Stufe reicht (geochronologisch) von etwa 41,3 bis etwa 38 Millionen Jahre. Sie folgt auf das Lutetium und wird vom Priabonium abgelöst.

## Namensgebung und Geschichte
Der Name ist abgeleitet von dem Ort Barton-on-Sea (heute ein Stadtteil von New Milton, Hampshire, England). Nach diesem Ort ist auch die Barton-Clay-Formation benannt, die hier aufgeschlossen ist. Stufe und Name wurden von Karl Mayer-Eymar 1857 vorgeschlagen.

## Definition und GSSP
Die Stufe beginnt mit dem Erstauftreten der kalkigen Nannoplankton-Art Reticulofenestra reticulata und endet kurz vor dem erstmaligen Auftreten der kalkigen Nannoplankton-Art Chiasmolithus oamaruensis (entspricht der Basis der Nannoplankton-Zone NP18) bzw. vor dem Aussterben von Chiasmolithus grandis. Die Obergrenze des Bartoniums kann eindeutig durch das Aussterben des Dinoflagellaten Rottnestia borussica definiert werden. Ein Referenzprofil (GSSP = Global Stratotype Section and Point) für das Bartonium wurde bisher noch nicht festgelegt.

## Magnetostratigraphie
Das Bartonium beginnt magnetostratigraphisch mit Chron C 18r und reicht bis zur Untergrenze von C 17n.1n. Es erstreckt sich über die gesamte Chron C 18.

## Biostratigraphie

### Planktonische Foraminiferen
Das Bartonium umfasst die planktonischen Foraminiferenzonen P 12 (oberes Viertel), die durch das Taxon Orbulinoides beckmanni gekennzeichnete Zone P 13, P 14, sowie das untere Drittel von P 15, deren Beginn durch das Erstauftreten (FAD) von Globigerinatheka semiinvoluta definiert wird.

### Benthonische Großforaminiferen
Zwei benthische Großforaminiferenzonen können im Bartonium ausgewiesen werden, SBZ 17 mit den Taxa Alveolina elongata, Alveolina fragilis, Alveolina fusiformis, Discocyclina pulcra baconica, Nummulites perforatus, Nummulites brogniarti, Nummulites biarritzensis und darüber SBZ 18 mit den Taxa Nummulites biedai und Nummulites cyrenaicus.

### Kalkhaltiges Nannoplankton
Als kalkhaltige Nannoplanktonzonen sind im Bartonium NP 16 (oberes Drittel) und NP 17 anzuführen. NP 17 setzt mit dem Aussterben (LAD) von Chiasmolithus solitus ein und reicht dann ins untere Priabonium hinauf.

### Dinoflagellatenzysten
Anhand der Dinoflagellaten-Zysten werden für das Bartonium die Zonen D 10 (obere Hälfte) und D 11 ausgewiesen. Das Ersterscheinen von Rhombodinium draco und das Verschwinden von Areoligera tauloma definieren den Beginn der Unterzone D 10b. Mit Rhombodinium porosum setzt D 11 ein, gleichzeitig verschwindet Corrudinium incompositum. Das erstmalige Erscheinen von Wetzeliella simplex definiert den Beginn der Subzone D 11b. Die Obergrenze des Bartoniums fällt mit dem Aussterben von Rottnestia borussica zusammen.

### Landsäugetier-Biozonen

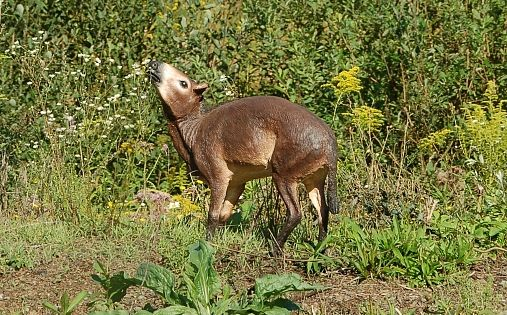
Propalaeotherium starb am Ende des Bartoniums aus

Das Bartonium ist mit der Landsäugetierstufe MP 16 (oder Lautricense-Siderolithicum-Zone) identisch. Es besitzt, nach Kontinenten getrennt, folgende Biozonen (Land Mammal Mega Zones):
- Europa (ELMMZ): Robiacium (obere zwei Drittel)

Während des Robiaciums treten zum ersten Mal die Taxa Lophiodon lautricense (definiert den Beginn von MP 16) und Leptolophus stehlini sowie die Palaeotherien Palaeotherium castrense und Palaeotherium robiacense auf. Ferner erscheinen die Familien Anthracotheriidae, Cainotheriidae und Talpidae. Die Taxa Lophiodon leptorhynchus, Leptolophus stehlini, Palaeotherium cosetanus, Palaeotherium robiacense und Propalaeotherium  (letzteres kennzeichnet das Ende des Robiaciums) sterben aus, ebenso die Familien Lophiodontidae und Hyrachyiidae.
- Nordamerika (NALMMZ): Uintum (nur oberster Abschnitt) und Duchesneum

Zu Beginn des Duchesneums (Duchesneum 1) erscheinen Mesohippus und die Familien Amphicyonidae, Anthracotheriidae, Canidae und Rhinocerotidae. Das Erstauftreten von Ischyromys markiert den Beginn von Duchesneum 2. Zu Beginn von Duchesneum 1 verschwinden Omomys, die Familie der Hyrachyiidae, die Ordnungen der Dinocerata und der Taeniodontia. Am Ende des Duchesneums sterben die Nyctitheriidae und die Unterordnung der Plesiadapiformes aus.
- Asien (ALLMZ): Sharamurunium

## Vorkommen
Das Bartonium tritt in folgenden Sedimentationsräumen auf (geordnet von jung nach alt):
- Hampshire-Becken: Becton-Sand-Formation, Chama-Sand-Formation und Barton-Clay-Formation
- Belgisches Becken: Lede-Formation
- Pariser Becken: Auversien mit dem Calcaire de Saint Ouen und den Sables de Beauchamp
- Norddeutsche Tiefebene: Sevind-Formation
- Oberrheintal: Lymnaeenmergel
- Helvetikum: Globigerinenmergel und Bürgen-Schichten. In der Schweiz Stadschiefer und Hohgant-Schiefer, in Oberbayern Stockletten und Granitmarmor.
- Oberitalien: Promina-Schichten und Roncà-Schichten
- Ägypten: Mokattam-Formation
- Pakistan: Kirthar-Formation